# شهر تاريخ المرأة

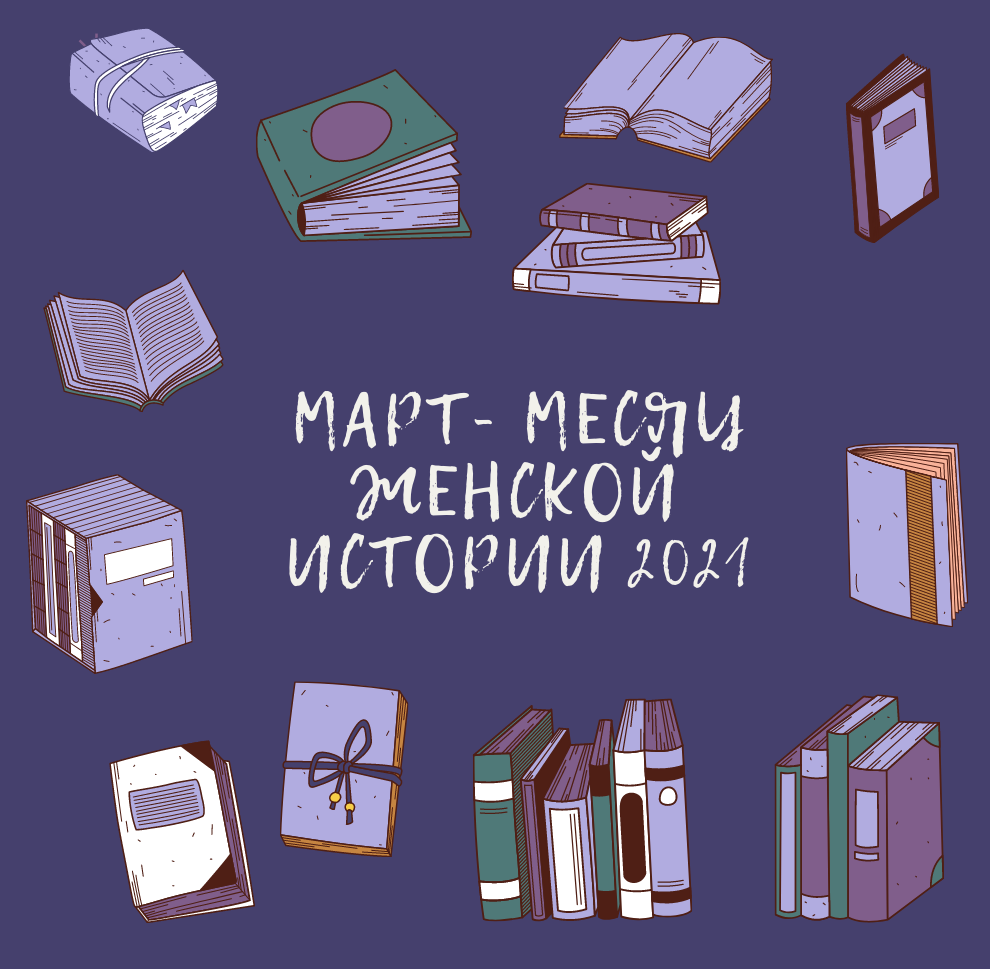

شهر تاريخ المرأة (بالإنجليزية: Women's History Month) هو شهر يُحتفل فيه سنويًا في جميع أنحاء العالم بمساهمات المرأة في الأحداث في المجتمع القديم والمعاصر. وتتم هذه الاحتفالات في شهر مارس في الولايات المتحدة والمملكة المتحدة وأستراليا، ويتوافق ذلك مع اليوم العالمي للمرأة في 8 مارس، وخلال شهر أكتوبر في كندا، حيث يتوافق مع الاحتفال بـ يوم دخول المرأة البرلمان (Persons Day) في 18 أكتوبر.

## معلومات تاريخية

### في الولايات المتحدة
في الولايات المتحدة، تعود بدايات شهر الإنجازات التاريخية للمرأة إلى الاحتفال لأول مرة باليوم العالمي للمرأة عام 1911. وفي عام 1978، شاركت المنطقة التعليمية لسونوما، كاليفورنيا في أسبوع تاريخ المرأة، وهو حدث يوافق الأسبوع الذي يأتي فيه يوم الثامن من مارس (اليوم العالمي للمرأة). وفي عام 1981، واستجابة لتزايد شعبية هذا الحدث، قام السيناتور أورين هاتش (عضو البرلمان عن ولاية يوتا) والنائبة باربرا ميكولسكي (منطقة ميريلاند) بالاشتراك في رعاية أول قرار مشترك لمجلس الكونغرس لإعلان «أسبوع تاريخ المرأة». وجرى استقبال هذا الأسبوع استقبالاً جيدًا، وبعد ذلك بفترة قصيرة بدأت المدارس في جميع أنحاء البلاد ترتيب احتفالاتها المحلية بهذه المناسبة. وفي العام التالي، شارك قادة من مجموعة كاليفورنيا بمشروعهم في معهد التاريخ النسائي في كلية سارة لورانس. ولم يصبح المشاركون الآخرون عاقدين العزم لبدء تنظيم مشروعات محلية خاصة بهم عن أسبوع تاريخ المرأة فحسب، وإنما وافقوا أيضًا على دعم الجهود الرامية لإعلان موافقة الكونغرس على إقامة أسبوع وطني لتاريخ المرأة.
وفي عام 1987، وسع الكونغرس نطاق الاحتفال ليمتد عبر شهر بأكمله. وسرعان ما بدأت الإدارات التعليمية بولايات أخرى في تشجيع الاحتفالات بالشهر الوطني لتاريخ المرأة كوسيلة لتعزيز المساواة بين الجنسين في الفصول الدراسية.
وقامت ولايات ميريلاند وبنسلفانيا وألاسكا ونيويورك وأوريغون وغيرها من الولايات الأخرى بتطوير وتوزيع مناهج دراسية في جميع المدارس الحكومية بهذه الولايات، والتي شجعت على إقامة فعاليات تعليمية مثل مسابقات كتابة المقالات. وفي غضون بضع سنوات، سار على نفس درب الاحتفال بالأسبوع الوطني لتاريخ المرأة آلاف المدارس والجمعيات. واعتزموا المشاركة في البرامج وتحفيزها بشأن دور المرأة في التاريخ والمجتمع مع الدعم والتشجيع من قِبل حكام الولايات ومجالس المدن والمجالس التعليمية والكونغرس الأمريكي.
في عام 2011، أصدرت إدارة الرئيس باراك أوباما تقريرًا يسلط الضوء على 50 سنة من التقدم في هذا الصدد.

#### المواضيع السنوية
- 2010: «تسجيل إنجازات المرأة على مدار التاريخ» (Writing Women Back into History)
- 2011: "تاريخنا قوتنا (Our History is Our Strength)
- 2012: «تعليم المرأة - تمكين المرأة» (Women's Education – Women's Empowerment)

### في كندا
تم الإعلان عن شهر تاريخ المرأة في كندا عام1992، حيث يتمثل الغرض من ذلك الإعلان عن إعطاء الكنديين «فرصة للتعرف على المساهمات المهمة للنساء والفتيات في المجتمع - وفي تحسين جودة الحياة الآن». وتم اختيار شهر أكتوبر ليتزامن مع الاحتفال بالذكرى السنوية للقرار الخاص بقضية إدواردز ضد كندا، والمعروفة أكثر باسم قضية الأشخاص (Persons Case)، والتي تقرر بموجبها أنه يحق للنساء الكنديات التعيين كعضوات في مجلس الشيوخ والتمتع بشكل عام بنفس الحقوق التي يتمتع بها الرجال الكنديون فيما يتعلق بمناصب السلطة السياسية.

### في أستراليا
تم الاحتفال لأول مرة بشهر تاريخ المرأة في أستراليا في عام 2000، بمبادرة من هيلين ليونارد مديرة المركز الوطني للإعلام النسائي بالتعاون مع جماعة الضغط الانتخابي النسائية. وتم إدراج تنظيم الاحتفالات السنوية بشهر تاريخ المرأة كجزء من عمل المنتدى الأسترالي لتاريخ المرأة.

#### المواضيع السنوية لشهر تاريخ المرأةمشروع التاريخ القومي للنساء
- 1987: "Generations of Courage, Compassion, and Conviction"[4]
- 1988: "Reclaiming the Past, Rewriting the Future"[4]
- 1989: "Heritage of Strength and Vision"[4]
- 1990: "Courageous Voices – Echoing in Our Lives" TWomens have to be equal
- 1991: "Nurturing Tradition, Fostering Change"[4]
- 1992: "A Patchwork of Many Lives"[4]
- 1993: "Discover a New World"[4]
- 1994: "In Every Generation, Action Frees Our Dreams"[4]
- 1995: "Promises to Keep"[4]
- 1996: "See History in a New Way"[4]
- 1997: "A Fine and Long Tradition of Community Leadership"[4]
- 1998: "Living the Legacy"[4]
- 1999: "Women Putting Our Stamp on America"[4]
- 2000: "An Extraordinary Century for Women 1900–2000"[4]
- 2001: "Celebrating Women of Courage and Vision"[4]
- 2002: "Women Sustaining the American Spirit"[4]
- 2003: "Women Pioneering the Future"[4]
- 2004: "Women Inspiring Hope and Possibility"[4]
- 2005: "Women Change America"[4]
- 2006: "Women, Builders of Communities and Dreams"[4]
- 2007: "Generations of Women Moving History Forward"[4]
- 2008: "Women's Art Women's Vision"[4]
- 2009: "Women Taking the Lead to Save Our Planet"[4]
- 2010: "Writing Women Back into History"[5]
- 2011: "Our History is Our Strength"[6]
- 2012: "Women's Education – Women's Empowerment"[7]
- 2013: "Women Inspiring Innovation Through Imagination:Celebrating Women in Science, Technology, Engineering and Mathematics"[8]
- 2014: "Celebrating Women of Character, Courage, and Commitment"[9]
- 2015: "Weaving the Stories of Women’s Lives"[10]
- 2016: "Working to Form a More Perfect Union: Honoring Women in Public Service and Government"[11]
- 2017: "Honoring Trailblazing Women in Labor and Business"[12]
- 2018: "Nevertheless, She Persisted: Honoring Women Who Fight All Forms of Discrimination against Women", referring to ميتش ماكونيل's "Nevertheless, she persisted" remark about إليزابيث وارن.[13]
- 2019: "Visionary Women: Champions of Peace & Nonviolence"Home[14]
- 2020: "Valiant Women of the Vote",[15] marking the Women's Suffrage Centennial
- 2021: "Valiant Women of the Vote: Refusing to Be Silenced",[16] continuing previous year's theme due to the COVID-19 pandemic
- 2022: "Women Providing Healing, Promoting Hope"[17]
- 2023: "Celebrating Women Who Tell Our Stories"[18]

## التأثير الحديث
تستمر شعبية الاحتفالات بتاريخ المرأة في الانتشار، حيث أصبح المزيد من الأشخاص على دراية بإسهامات النساء والفتيات. وقامت لجنة معنية بالاحتفال بتاريخ المرأة في أمريكا تابعة للرئيس مؤخرًا برعاية جلسات استماع في أجزاء عديدة من البلاد. وسوف تجري اللجنة الخاصة بالتقدم النسائي جلسات استماع قريبًا لتعزيز الاهتمام بالمحافظة على المجالات ذات الصلة بتاريخ المرأة الأمريكية. ومن بين هذه المجموعات التي تروج لهذا الاهتمام جمعيات تاريخية تابعة للدولة ومنظمات نسائية ومجموعات مثل فتيات الكشافة في الولايات المتحدة (Girl Scouts of the USA).

## وصلات خارجية
- Women's History Month in the United States
- International Women's Month in the United Kingdom
- Women's History Month نسخة محفوظة 16 مايو 2014 على موقع واي باك مشين. in Canada
- Australian Women's History Forum نسخة محفوظة 30 مارس 2012 على موقع واي باك مشين. incorporating Women’s History Month
- Archive of past Women's History Month websites in Australia from the Pandora Archive